# Alan Alejandro Sosa
Alan Alejandro Sosa (La Plata, 5 de mayo de 2003) es un futbolista argentino, que se desempeña como delantero y su equipo actual es el Club de Gimnasia y Esgrima La Plata.

## Trayectoria
Se formó en Gimnasia y Esgrima La Plata con el que firmó su primer contrato profesional el 25 de enero de 2023.
Hizo su debut con el primer equipo seis días después en el partido de Primera División que perdió 3-1 contra Vélez Sarsfield. 
En enero de 2024 fue cedido por una temporada al Club Atlético Aldosivi  y el 7 de abril marcó el primer gol de su carrera en el empate 2-2 ante Gimnasia y Tiro de Salta.
El 3 de noviembre de 2024, integrando el plantel de Aldosivi, logra el ascenso a la Primera División. Días después expuso su deseo de quedarse en el equipo de Mar del Plata.

## Estadísticas
- Actualizado hasta el 26 de octubre de 2024.

| Gimnasia y Esgrima La Plata Argentina                                                    | 1.ª                 | 2023                | 12 | 0 | 1 | 0 | 2 | 0 | 15 | 0 |
| Gimnasia y Esgrima La Plata Argentina                                                    | Total club          | Total club          | 12 | 0 | 1 | 0 | 2 | 0 | 15 | 0 |
| Aldosivi Argentina                                                                       | 2.ª                 | 2024                | 33 | 4 | 0 | 0 | — | — | 33 | 4 |
| Aldosivi Argentina                                                                       | Total club          | Total club          | 33 | 4 | 0 | 0 | 0 | 0 | 33 | 4 |
| Total en su carrera                                                                      | Total en su carrera | Total en su carrera | 45 | 4 | 1 | 0 | 2 | 0 | 48 | 4 |
| (1) Incluye Copa de la Liga Profesional y Copa Argentina. (2) Incluye Copa Sudamericana. |                     |                     |    |   |   |   |   |   |    |   |

## Palmarés

### Campeonatos nacionales
| Título             | Club     | País      | Año  |
| ------------------ | -------- | --------- | ---- |
| Primera B Nacional | Aldosivi | Argentina | 2024 |